# Condado de Noble (Indiana)
O Condado de Noble é um dos 92 condados do Estado americano de Indiana. A sede do condado é Albion, e sua maior cidade é Albion. O condado tem uma área de 1082 km² (dos quais 17 km² estão cobertos por água), uma população de 46 275 habitantes, e uma densidade populacional de 43 hab/km² (segundo o censo nacional de 2000). O condado foi fundado em 1836 e recebeu o seu nome em homenagem a James Noble (1785-1831), que foi senador pelo Indiana.